# Einar Mässeli
Einar Mässeli (* 4. Januar 1898 in Säkäjärvi; † 4. Dezember 1966 in Virolahti) war ein finnischer Skilangläufer.
Mässeli belegte bei seiner einzigen Olympiateilnahme 1928 in St. Moritz den 13. Platz über 18 km. Im selben Jahr und im Jahr 1931 errang er bei den Lahti Ski Games den vierten Platz über 10 km. Zudem kam er im März 1929 auf den dritten Platz über 30 km.